# استيطان معان

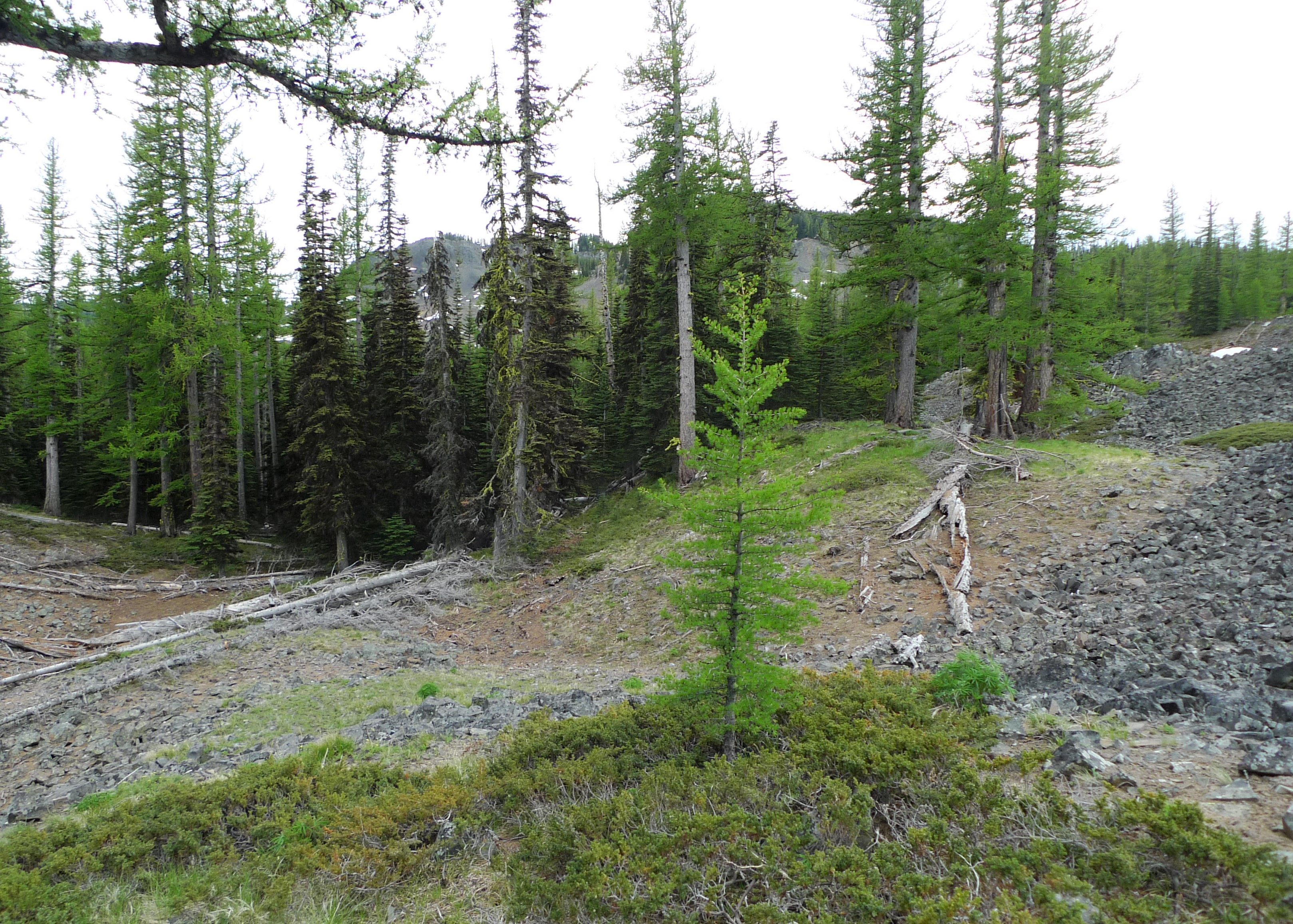

الاستيطان المُعان (يُشار إليه أحياناً بالهجرة المُعانة أو إعادة التوطين المُدار)، هو فعل نقل النباتات أو الحيوانات إلى مواطن مختلفة، ربما يكون موطن المَقصد قد احتفظ بهذه الأنواع من النباتات أو الحيوانات من قبل أو لم يحتفظ؛ إذ يُعتبر توفير المتطلبات «المناخية – الجغرافية» المناسبة لدعم حياة هذه الأنواع هو الشرط الوحيد الواجب على موطن المقصد تحقيقه. إن إزالة أنواع النباتات والحيوانات من بيئة مهددة لحياتها ومنحها فرصة للبقاء على قيد الحياة والتكاثر في بيئة لا تشكل تهديداً وجودياً على حياتها هو الهدف الأساسي من الاستيطان المُعان.
قُدم الاستيطان المُعان في السنوات الأخيرة كحل محتمل لوباء تغير المناخ الذي غير البيئات أسرع من قدرة الاصطفاء الطبيعي على التكيف معه، إذ يسمح الاستيطان المُعان للأنواع التي تمتلك قدرات انتشار طبيعية ضعيفة أن تتجنب الانقراض، وأثار أيضاً جدلاً حاداً حول إمكانية إدخال الأنواع والأمراض الدخيلة إلى النظم الإيكولوجية السليمة سابقاً، وقد بدأ العلماء وأصحاب الأراضي بالفعل عملية الاستيطان المُعان بمساعدة أنواع معينة على الرغم من هذه المناقشات.

## الخلفية
من المتوقع أن يؤدي تغير المناخ إلى طرد العديد من أنواع الكائنات خارج أجزاء من النطاقات الموجودة فيها حالياً وإنشاء مواطن جديدة مناسبة في مناطق أخرى. ستحتاج أنواع عديدة من الكائنات الحية أن تتكيف أو تستوطن في مناطق جديدة تلائمها؛ من أجل تجنب انخفاض عدد السكان وانقراضهم نتيجةً للتغير المناخي الحاصل.
توقع العلماء عبر استخدام نهج النمذجة المتخصصة أن الفشل في الهجرة أو التكيف في ظل تغير المناخ المعتدل سيؤدي في هذا القرن إلى وفاة حوالي ربع أنواع الكائنات الحية الموجودة في العالم. تُعد معدلات الانتشار الطبيعية للعديد من الأنواع أبطأ بكثير من المعدلات اللازمة لمواكبة تغيرات الموطن المتوقعة والحاصلة في العديد من مناطق العالم.
أدت التغيرات المناخية التي حصلت في فترة ما قبل التاريخ إلى حدوث انقراض عالمي هائل وزيادة سرعة معدل الاحترار العالمي المتوقع في المستقبل القريب عدة مرات خلال ال 10000 سنة الماضية. اعتمد بعض العلماء وأصحاب الأراضي الاستيطان المُعان كوسيلة لمنع انقراض الأنواع، نظراً لعدم قدرتها على الهجرة استجابةً لتغير المناخ الحاصل نتيجةً لنشاطات الإنسان.

### الاستيطان المُعان ضد إدخال الأنواع
الاستيطان المُعان، هو نوع معين من أنواع إدخال الأنواع، بينما إدخال الأنواع هو أي إجراء مُقام لتوطين أنواع معينة من الكائنات في مواطن لا تشغلها أساساً، وغالباً ما يعبر هذا المصطلح عن الترحال لمسافات طويلة مثل الإدخال العَرَضي للأنواع الدخيلة من قارة إلى أخرى أو إعادة التوطين المتعمد للأنواع التي يتدهور وجودها؛ في أماكن تستطيع أن تكمل حياتها فيها.
يقر الاستيطان المُعان على النقيض من ذلك بأن الانتشار الطبيعي للعديد من أنواع الكائنات أخفض من أن يشكل استجابة طبيعية للتغير المناخي السريع الذي يسببه الإنسان، ويركز بدلاً من ذلك على المكان الذي ستتواجد فيه الأنواع القادرة على الانتشار بسرعة كافية عبر الاصطفاء الطبيعي لمواكبة البيئة المتغيرة.
ينظر العاملين في مجال الاستيطان المُعان في مساعدة الأنواع على الانتشار في مثل هذه المواقع، والتي غالباً ما تكون مُشابهة بشكل مباشر «للنطاق التاريخي» لأنواع الكائنات، إذ يمثل الاستيطان المُعان في نظرهم دفعة مُفتعلة صغيرة لعملية طبيعية.

### الاصطلاح
أشير إلى الاستيطان المُعان عندما اقتُرح لأول مرة ك «هجرة مُعانة»، وانتُقدت المصطلحات في وقت لاحق لكونها تذكرنا بالهجرات الطبيعية والدورية التي تقوم بها الحيوانات استجابةً لتغير الفصول. قوبل مصطلح «الهجرة المُعانة» بالنقد، لأنه استنتج بشكل غير صحيح أن المساعدات البشرية لهجرة الحيوانات الدورية الطبيعية هي عبارة عن استجابة لتغير الفصول.
أُعيدت تسميته ب «الاستيطان المُعان»، لأن الاستيطان يصف الظاهرة الطبيعية التي كان يسعى البشر إليها؛ بصورة أدق. سعى الآخرون إلى زيادة التمييز بين الاستيطان المُعان وأي دلالة طبيعية تُشير إليه على أنه «إعادة التوطين المُدار»، ولم يُعتمد حتى الآن اسم محدد. غالباً ما تُستخدم مصطلحات «الهجرة المُعانة» و«إعادة التوطين المُدار» و«الاستيطان المُعان» بالتبادل في المجتمعات العلمية والأوساط المعنية، ويُفهم أنها تشير إلى نفس الفكرة.

### البدائل
قد لا يكون الانتشار ضرورياً لبعض أنواع الكائنات في مناطق جديدة، حتى في ظل التغير السريع للمناخ، إذ تتمكن بعض الأنواع من البقاء على قيد الحياة في مواقعها الحالية بدلاً من تتبع تغيرات المناخ عبر الفراغ الواسع، وذلك من خلال تطوير قدرة تحمل الظروف الجديدة عبر التأقلم والتكيف معها.
تختلف إمكانية التأقلم أو التكيف الهادفة إلى الثبات في مواجهة تغير المناخ لمختلف الأنواع، وهو أمر غير مفهوم بشكل عام. توصلت إحدى الدراسات إلى أن تطوير قدرة تحمل درجات الحرارة العالية لدى بعض أنواع البرمائيات والزواحف من المحتمل أن يحدث بسرعة كافية تسمح لهذه الأنواع بالبقاء على قيد الحياة، وذلك عبر زيادة درجة حرارتها 3 درجات مئوية على مدى 100 عام، بما ينسجم مع التوقعات المنخفضة ومتوسطة المدى للاحتباس الحراري الحاصل.
تمتلك بعض أنواع النباتات مثل الأشجار المعتدلة على النقيض من ذلك أجيالاً زمنية أطول تجعلها تتكيف ببطء أكثر، فقد يستغرق الأمر آلاف السنين لتطوير زيادة مماثلة في قدرة تحمل درجات الحرارة عند الأنواع الأخرى ، ولن يكون هذا التكيف البطيء كافياً لمواكبة الاحترار العالمي المتوقع حدوثه في المستقبل إذا لم يكن استيطان مناطق جديدة خياراً مُتاحاً.
يُعتبر التطور المُعان بالإضافة إلى التأقلم والتكيف، بديلاً للاستيطان المُعان الذي تزايدت شعبيته مؤخراً نتيجةً لأزمة الشعاب المرجانية الحاصلة في جميع أنحاء العالم. التطور المُعان، هو التدخل البشري بهدف تسريع معدل العمليات التطورية الطبيعية. هناك ثلاثة أنواع رئيسية من التطور المُعان.

### تكيّف الإجهاد
يتضمن تكيف الإجهاد تعريض الكائنات الحية لإجهاد شبه مميت، بهدف إحداث تغيرات وظائفية تزيد من قدرة تحمل الأنواع لأحداث الإجهاد المستقبلية، إذ توجد أدلة موثقة على انتقال بعض التغيرات عبر أجيال كل من النباتات والحيوانات.
يمكن إحداث تكيف الإجهاد بشكل مُفتعل في بيئة مخبرية بهدف الحصول على الاستجابات المرغوبة وفق بيئاتها، وتشمل الأمثلة البارزة على هذا الموضوع تجربة عام 1989 التي طبقت تكيف الإجهاد عن طريق الصدمة الحرارية على كلى الفئران بغرض تمديد زمن التخزين البارد والآمن إلى 48 ساعة.
دُرس تكيف الإجهاد في الآونة الأخيرة كحل محتمل للحفاظ على الشعاب المرجانية التي تتعرض باستمرار لارتفاع درجة حرارة المحيط وحموضته.

### تدفق الجينات المُعان
يعمل تدفق الجينات المُعان (AGF) على زيادة تواجد الجينات المرغوبة طبيعياً في النسل، إذ يعتمد على الجينات الموجودة مسبقاً في المجموع المورثي للنوع بدلاً من الخلق الاصطناعي وإدخال الشيفرة الوراثية داخل المجموع المورثي للنوع. يمكن أن يساعد تدفق الجينات المدعوم الخاص بالمجموع المورثي للنوع المُرتبط بها في إدخال سلوكيات استحال تواجدها سابقاً إلى تجميعة جينات الأنواع الجديدة.
يحدد تدفق الجينات المُعان الجينات التي تنتج السلوكيات المرغوبة، ومن أجل زيادة فرصة انتقال جين الوالدين المعني (المعروف أيضاً باسم الوروثية). تتكون القدرة على تحديد أي من الجينات المسؤولة عن إنتاج السلوكيات المرغوبة عبر التجارب التي تقيس النمو والبقاء والإظهار السلوكي للنسل مع الأنماط الوراثية المختلفة.
يُستخدم تدفق الجينات المُعان كحل للحفاظ على الأنواع المهددة بتغير المناخ، إذ تسمح زيادة مقاومة ظروف المعيشة المحيطة بالحفاظ على الشعاب المرجانية بالرغم من ارتفاع درجة حرارة المياه.